# Đình Phú Cường
Vị trị địa lí
Đình Phú Cường, tục gọi là đình Bà Lụa, hiện tọa lạc ở phường Phú Thọ, thành phố Thủ Dầu Một, tỉnh Bình Dương, Việt Nam. Đây là một di tích Lịch sử - Văn hóa cấp tỉnh, được công nhận vào ngày 2 tháng 6 năm 2004
theo Quyết định số 3875/QĐ-UB.

## Lịch sử

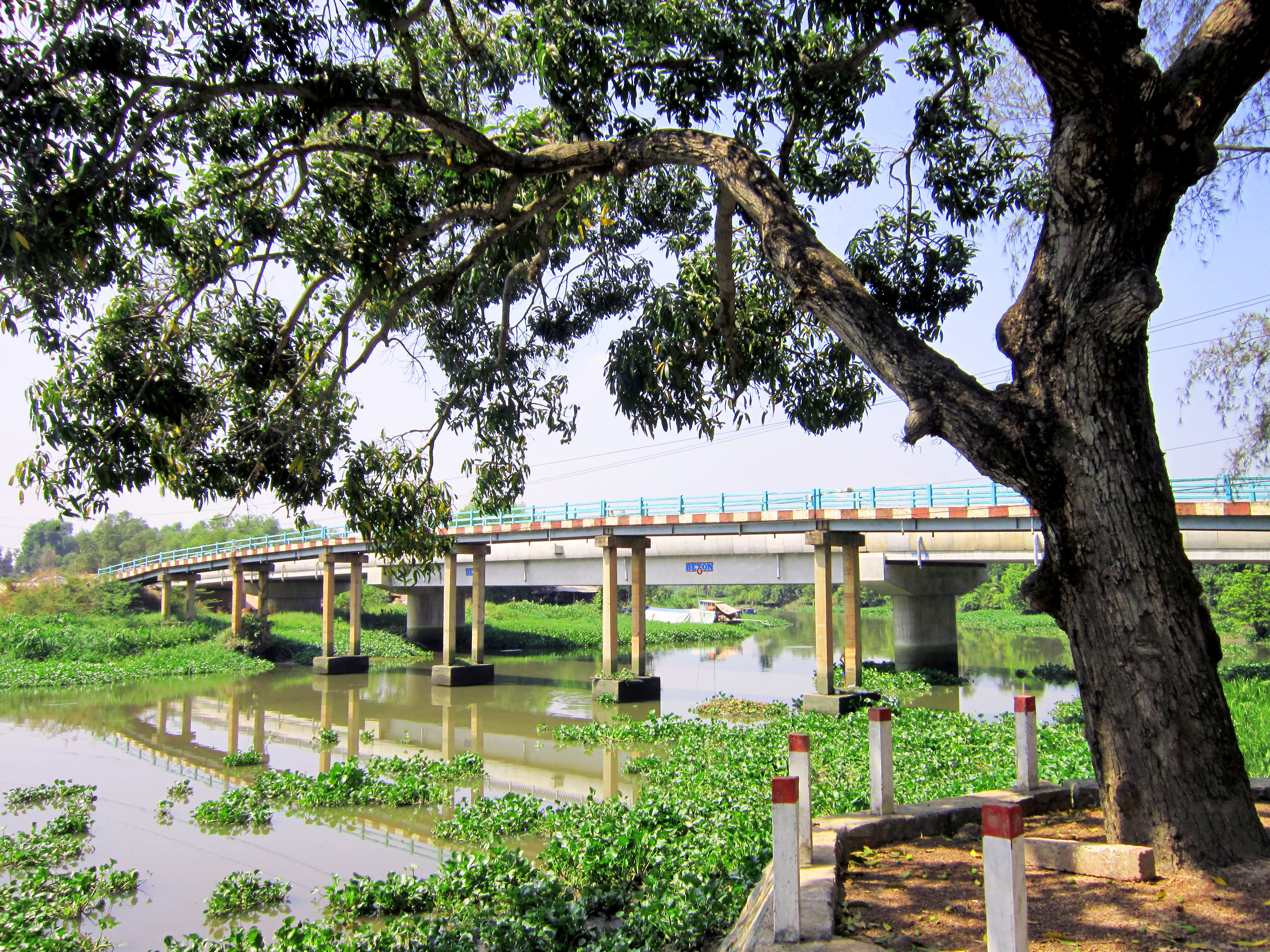
Rạch Bà Lụa và cầu Bà Lụa hiện nay, ở phía trước đình Phú Cường

Đình Phú Cường được xây dựng trước năm 1861, để thờ thần Thành hoàng thôn Phú Cường. Vì đình nằm bên rạch Bà Lụa, nên người dân ở đây thường gọi là đình Bà Lụa.
Theo cuốn Hồi ký của Grammont, một sĩ quan Pháp có mặt trong cuộc xâm chiếm Thủ Dầu Một vào 1861, thì đình Phú Cường đã có trước năm ấy và ở vị trí hiện nay . Tuy nhiên, theo lời kể của một số người cao tuổi, thì ban đầu ngôi đình Phú Cường tọa lạc trên đồi Phú Cường (tức nơi có trụ sở của UBND tỉnh Bình Dương hiện nay), và bị hư hại trong thời Pháp thuộc. Về sau, dân chúng mới chung sức cất ngôi đình ở bên rạch Bà Lụa.

## Kiến trúc
Đình Phú Cường nổi tiếng vì kiểu kiến trúc và trang trí, chính vì vậy mà nhà cầm quyền Pháp đã cho lập mô hình và đem triển lãm ở Hội chợ Marseille (Pháp) vào năm 1921. Tiếc rằng ngôi đình ấy đã bị chiến tranh phá hủy. Ngôi đình hiện nay tọa lạc trên một diện tích là 7656.26 m², đã trải qua nhiều lần trùng tu, và những di tích cũ không còn mấy. Lược kể một vài hạng mục:

### Chính điện

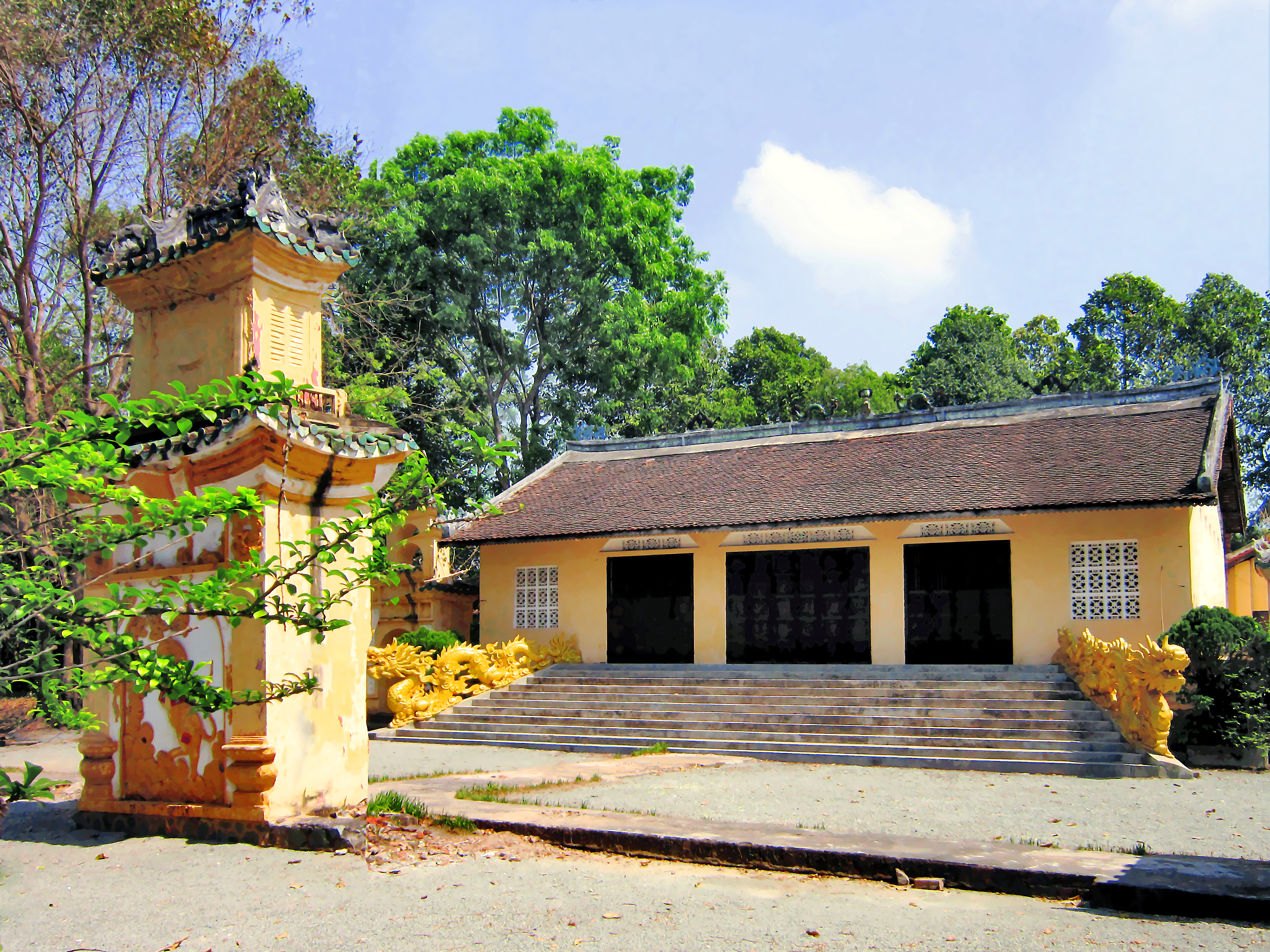
Bình phong và chánh điện đình Phú Cường

Ngôi chánh điện của đình dựng trên một nền cao, kiến trúc theo kiểu truyền thống là có ba gian nhà liền mái theo kiểu chữ tam (三). Kèo, cột, xuyên, trính đều đúc ximent, trên lợp ngói móc (còn gọi là ngói vảy).
Gian trong cùng của chánh điện gọi là chánh tẩm hay hậu cung, được xây trên một nền cao hơn hai gian kia. Vị thần được thờ chính ở đây là thần Thành hoàng. Trên khám thờ không có tượng, chỉ có một chữ Thần (神) trên bức thờ, có long vị chạm trổ, trên long vị đề: "Cung Thỉnh Phú Cường Thành Hoàng Linh Thần, Sắc Gia Tặng Bảo An Chánh Trực Chi Vị". Các tự khí có: áo, mão, và ngựa. Hai bên án thờ còn có hai giá lỗ bộ, mỗi giá cắm năm món binh khí cổ: kích, chùy, xà mâu, búa, siêu.

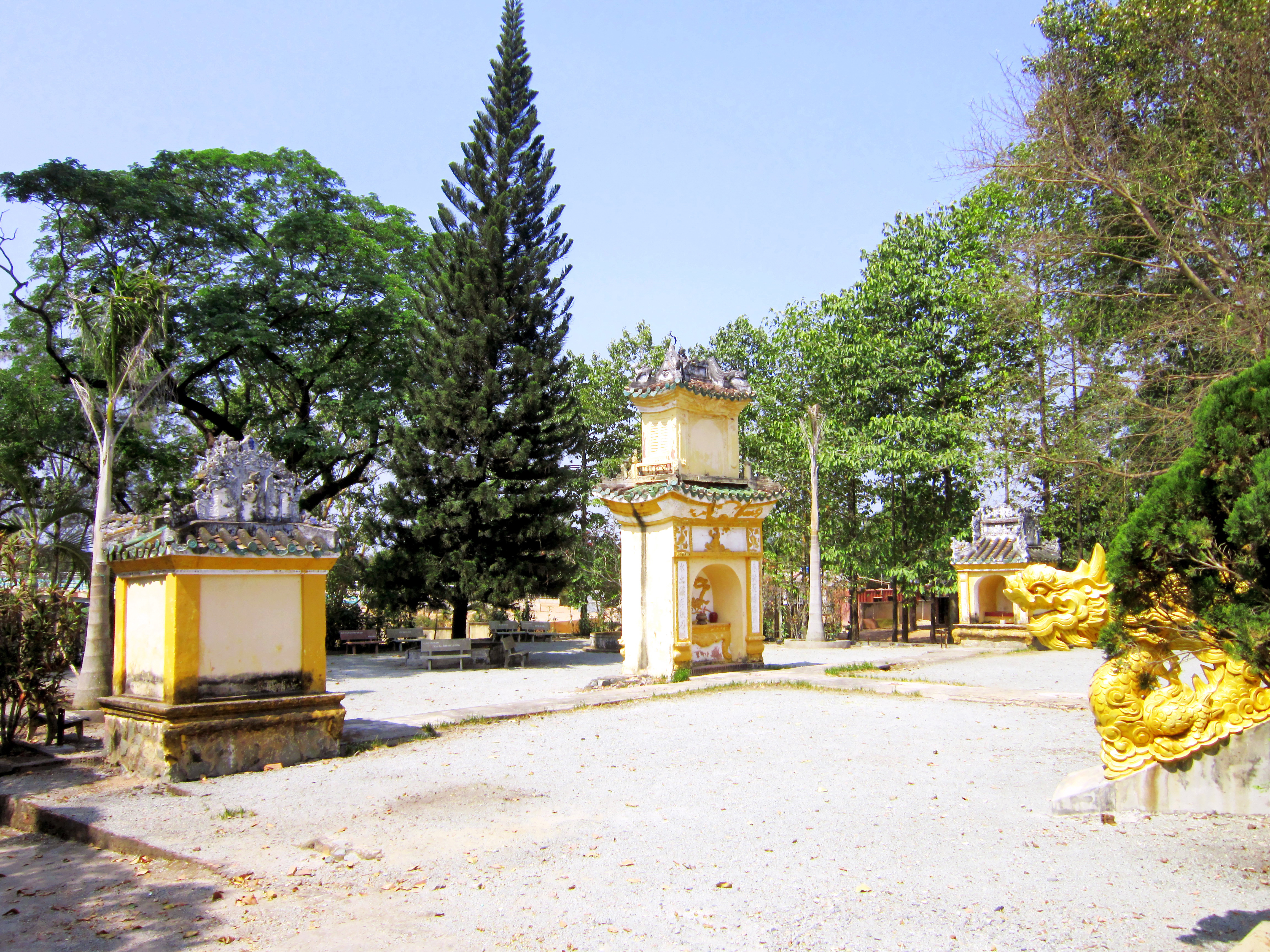
Sân đình Phú Cường (từ đông lang nhìn ra)

Hai bên khám thờ thần Thành hoàng là khám thờ Tả bang, Hữu bang. Đối diện với bàn thờ Thần là hương áng, nơi đây có một bàn gỗ (bức hương áng tiền), do tập thể những người chủ xe đò, xe vận tải phụng cúng vào năm Nhâm Thân (1932). Ngoài ra, ở gian chánh còn có những tấm hoành, những câu đối tạo sự trang nghiêm cho nơi thờ Thần.
Gian giữa là gian tiền tế. Đây là nơi dành cho các lễ sinh dâng lễ vật lên cúng Thần, và là nơi vị đọc chúc sẽ đọc văn tế trong dịp tế lễ Thần...Ở đây có một món tự khí đáng chú ý, đó là cập đài (hộp đựng trầu cau) bằng gỗ chạm hình tứ linh do ông Phó tổng Bình Điền cúng vào năm Giáp Thìn (1904).
Gian ngoài cùng gọi là hội đồng ngoại có am thờ Tiền hiền, Hậu hiền, tức những vị có công với địa phương hoặc với ngôi đình.

### Các hạng mục khác
Hai bên chánh điện có đông lang dành cho bá tánh hội họp và những nhà kho. Ở giữa sân đình là bình phong (đắp hình cọp ở mặt trước, hình rồng ở mặt sau) và bàn thờ Thần nông. Hai bên có miếu thờ Tả hộ vệ và Hữu hộ vệ...